# آلفين فيلدر
آلفين فيلدر (بالإنجليزية: Alvin Fielder)‏ هو عازف جاز أمريكي، ولد في 23 نوفمبر 1935 في ميريديان في الولايات المتحدة، وتوفي في 5 يناير 2019.

## وصلات خارجية
- آلفين فيلدر على موقع ميوزك برينز (الإنجليزية)
- آلفين فيلدر على موقع أول ميوزيك (الإنجليزية)
- آلفين فيلدر على موقع ديسكوغز (الإنجليزية)